# Powerpuff Girls Z
Powerpuff Girls Z (яп. 出ましたっ!パワパフガールズZ Demashita! Pawapafu Gāruzu Zetto, roughly Поехали! Крутые девчонки Зет ) или PPGZ (сокращённо) — аниме-сериал в жанре махо-сёдзё совместной работы Cartoon Network Japan,  Toei Animation и Aniplex, созданный на основе американской франшизе «Суперкрошки». 52 серия транслировались по каналу TV Tokyo с 1 июля 2006 года по 30 июнь 2007 года. Сериал также показывали по каналам AT-X и Cartoon Network в Японии. На основе сериала компанией Shueisha была создана аниманга, которая выходила в журнале  Ribon с 2006 по 2007 год.

## Сюжет
Действие происходит в Токио-сити (В оригинальном сериале в Нью-Таунсвилле). Чтобы остановить экологическое бедствие, сын Профессора Утониума, Кэн Китадзава, использует Вещество Z, чтобы уничтожить гигантский ледник. Тем не менее после использования вещества чёрно-белые лучи света появляются в небе над городом и наделяют множество людей суперсилой, в результате чего появились три супер-девочки: Момоко (Цветик), Мияко (Пузырёк) и Каору (Пестик). Однако чёрные лучи также рождают  других злых существ, и теперь новая супер тройка будет бороться со злодеями такими как Пушок Лампкин и ОН для защиты города.

## Персонажи
Все персонажи были адаптированны для аниме стиля, при этом максимально оставаясь похожими на персонажей из американской версии + появляются множество других лиц. Сюжет и роль персонажей также был минимально искажён однако японизирован. Так действие происходит не в вымышленном мегаполисе Нью—Таунсвилле (Америка), а в Токио. Все главные персонажи носят Японские имена. Например главные героини — Цветик, Пузырёк и Пестик теперь становятся Момоко, Мияко и Каору. А главные героини вовсе не были созданы в лаборатории, а попали под белые лучи и получили сверх-силу. Но когда сериал переводили на английский язык, то всем персонажам которые фигурировали в оригинальном сериале вернули обратно их оригинальные имена, а Токио снова стал Нью-Таунсвиллом.
- Акацуцуми Момоко (Гипер Цветик) (яп. 赤堤ももこ)

Сейю: Эмири Като
Первая из трёх супер-девчонок. У неё лидерский характер, и в школе она известна как «герой маньяк». Претендует на абсолютное лидерство, но далеко не все с ней согласны. У неё только 2 подружки, Пестик и Пузырёк. Очень любит конфеты и другие сладости, постоянно ищет себе парня. Готова на всё, чтобы защитить Токио. Она очень умная и хитрая. И всегда идеально продумывает планы чтобы обмануть или победить монстра. Цвет её темы красный.
- Готокудзи Мияко (Вращающаяся Пузырёк) (яп. 豪徳寺みやこ)

Сейю: Нами Мияхара
Второй член группы супер-девочек. В отличие от Пузырька из американского сериала, у Пузырька сравнительно зрелый характер, и она часто выступает в качестве посредника в самых разных ситуациях и пытается успокоить своих товарищей. Пузырёк также очень вежлива. Очень популярна среди одноклассников, т.к носит разные наряды. Несмотря на существование множества поклонников, с 13 лет влюблена в Бумера. Пузырёк очень добрая и сострадательная. Любит животных. В 34 серии выясняется, что она живет с бабушкой, в то время как её родители живут в Милане. Цвет её темы синий.
- Мацубара Каору (Мощная Пестик) (яп. 松原かおる)

Сейю: Матико Кавана
Третий член суперкоманды девочек. Как и в американском сериале у неё буйный характер. Её можно легко вывести из себя. Пестик известна в школе как самая спортивная девочка, интересуется восточными единоборствами. Любит смотреть спортивные передачи. Особенно в детстве она была хороша в футболе. Она ненавидит всё кавайное, а особенно юбки. Пестик ведёт себя как мальчик и порой очень грубая. Цвет её темы зеленый.
- Фудзитака Рюичи (Жесткий Кирпич) (яп. 比比「びび)

Сейю: Рэйко Киучи
Первый из трёх супер-мальчишек. У него лидерский характер, и в школе он известен как «герой маньяк». Претендует на абсолютное лидерство, но далеко не все с нему согласны. У него только 2 друга, Налец и Бумер. Очень любит смотреть спортивные передачи, постоянно ищет себе парня. Готов на всё, чтобы защитить Токио. Он очень умный и хитрый. И всегда идеально продумывает планы чтобы обмануть или победить монстра. Цвет его темы красный.
- Фудзисука Ямато (Взрывной Бумер) (яп. 布布「ぶぶ)

Сейю: Токо Аояма
Второй член группы супер-мальчиков. В отличие от Бумера из американского сериала, у Бумера сравнительно зрелый характер, и он часто выступает в качестве посредника в самых разных ситуациях и пытается успокоить своих товарищей. Бумер также очень вежлив. Очень популярен среди одноклассников, т.к носит разные наряды. Несмотря на существование множества поклонников, с 13 лет влюблен в Пузырька. Бумер очень добрый и сострадательный. Любит конфеты и другие сладости. В 34 серии выясняется, что он живет с бабушкой, в то время как его родители живут в Милане. Цвет его темы синий.
- Санакори Коити (Сильный Наглец) (яп. 巴巴「ばば)

Сейю: Юки Тамаки
Третий член суперкоманды мальчиков. Как и в американском сериале у него буйный характер. Его можно легко вывести из себя. Наглец известен в школе как самый грубый мальчик, интересуется восточными единоборствами. Любит животных. Он ненавидит всё кавайное, а особенно ремни. Наглец ведёт себя как грубый и порой очень грубый. Цвет его темы зеленый.
- Цумиакакцу Морико (Бешеная Берсерк) (яп. 赤堤ももこ比比「びび)

Сейю: Рэйко Киучи
- Токудзиго Минако (Раздраженная Негодница) (яп. 豪徳寺みやこ布布「ぶぶ)

Сейю: Токо Аояма
- Барамацу Касуми (Жестокая Скотина) (яп. 松原かおる巴巴「ばば)

Сейю: Юки Тамаки
- Профессор Утониум (яп. ユートニウム博士)

Сейю: Тайтэн Кусуноки
Профессор Утониум имеет сына Кэна, который ответственный за последствия после использования вещества Z. Изначально работал на веществом Х, с помощью которого можно было бы мгновенно залечивать раны. При сражении с монстрами использует свои изобретения.
- Кэн Китадзава (яп. 北沢ケン)

Сейю: Макико Омото
Восьмилетний профессор, сын Утониума. Именно он использовал вещество Z и превратил многих в супер-людей в том числе и главных героинь. Несмотря на свой возраст, очень умный и многому научился от своего отца. Позже Кэн пошёл в школу, чтобы найти там новых друзей. Хотя для него учёба была скукой, он подружился с Джо и Кейси. В 26 серии выясняется, что мать Кэна работает в космической станции. Когда надо поймать злодея, придумывает ловушки и разные уловки.
- Пичи (яп. ピーチ)

Сейю: Томоко Канэда
Робот—собака, животное Кэна. После того, как получил дозы луча Z, смог разговаривать, а также отлично справляется с разведкой. Может чувствовать тех, кто тоже получил дозы луча Z. При этом различать кто получил белые лучи, а кто чёрные. Однако у него возникают трудности, если кто—то накрашен сильно косметикой.
- Мэр (яп. メイヤー市長)

Мэр Нью-Таунсвилла, очень волнуется, когда девочки сражаются, потому что они могут разрушить здания. Любит сладости. Он младший брат директора школы, где учатся главные герои. Именно благодаря ему девочек не выгоняют из школы. Тем не менее не ладит с директором.
- Мисс Беллум (яп. ミス・ベラム)

Сейю:  Ёко Каванами
Главный помощник мэра. У неё светлые волосы. Она занимается основной рутинной работой Мэра. Лампкинс также влюблён в неё, но она не отвечает ему взаимностью.
- Мисс Кин (яп. キーン先生)

Девочка учитель, очень красивая и любит своих студентов мужского пола, в то время как все девочки её терпеть не могут, особенно принцесса Дай-денег.
- Динамо Зет (яп. )

Сейю: Не-а
Гигантский человекообразный робот созданный Профессором и Кеном. Она обладает способностью путешествовать во времени. Восхищается супер-девочками. Хотя для самой Цветик доставляет мало пользы. Она постоянно ищет новые способы, чтобы досадить подруге. Как и Цветик, она заинтересована в Кэне.
- Токио Мацубара (яп. 松原 時夫)

Сейю: Кэйити Сонобэ
Отец Пестика, профессиональный борец и любящий семьянин. Он уехал в Мексику, чтобы изучать боевые искусства, когда Пестик была ещё маленькой. После того, как его учитель был смертельно ранен, Токио надел маску и больше никогда её не снимал. Пестик даже забыла, как выглядело его лицо.
- Супер эдо ЧакиЧаки девочки (яп. 大江戸ちゃきちゃき娘)

Команда супер-девочек, Момо, Омия и Око которая когда—то уже давно защищала город Токио-сити. Они получили суперсилу благодаря профессору Кэннаю Хираге. Сначала направляют свою ненависть на команду супер-девочек как новых конкурентов.
- Моджо Джоджо (яп. モジョ・ジョジョ)

Сейю: Масаси Эбара
До получения дозы луча Z был обезьяной в зоопарке и позже решил отомстить человечеству за унижения. Он очень сильный, способен летать и за долю секунды делать более 10 ударов. В аниме-версии он изображён более комическим персонажем. Он носит крупный костюм, который скрывает его маленькую фигурку.
- Пушок Лампкин (яп. ファジー・ラムキンス)

Сейю: Сиро Сайто
Был поражён чёрным лучом. Это большое розовое существо в комбинезоне. Играет на банджо и любит тех, кто находит его игру хорошей.
- ОН (яп. カレ)

Сейю: Рюсэй Накао
Главный злодей сериала. Это могущественный древний демон, который сеет хаос вокруг себя. В древние времена хотел уничтожить город но потерпел поражение от супер девочек гуденвальф. Они воспользовались его слабостью — холодом, и запечатали часть его силы в себе, а другую часть в горе. Но лучи Z разрушили горы и выпустили его на свободу. Известно также, что он создал некую пыль, чтобы создать новых злодеев.
- Сироганэ Мико (Сироганэ Зет) (яп. 白金 姫子)

Сейю: Марико Кода
Одноклассница главных героинь. Девочка из богатой семьи. Хочет заслужить полное уважение со стороны всех людей и ненавидит супер-девочек и супер-мальчиков, хотя не обладает сверх-силой. У неё есть подруга — Дучес. Она делает всё лучше, чем Марико, и заслуживает большего уважения со стороны родителей. Несмотря на это, Марико очень привязана к подруге, хотя сильно завидует ей.
- Сироганэ Химэко (Принцесса Дай-Денег) (яп. 白金姫子プリンセス)

Сейю: Чигуса Икеда
Одноклассница главных героинь. Девочка из богатой семьи. Хочет заслужить полное уважение со стороны всех людей и любит супер-девочек и супер-мальчиков, хотя не обладает сверх-способностей. У неё есть подруга — Седуза. Она делает всё лучше, чем Чигуса, и заслуживает большего уважения со стороны родителей. Несмотря на это, Чигуса очень привязана к подруге, хотя сильно завидует ей.
- Кинтоки Сакурако (Седуза) (яп. 金時 桜子)

Сейю: Руми Сисидо
Тихая девушка, работает в магазине сладостей. Влюблена в мальчика по имени Така-Аки. Но её поражает чёрный луч. После этого становится злодейкой. Красится в тёмные тона а волосы может использовать как щупальца.

## Игра
12 июня 2007 года компанией Namco была выпущена игра под названием Demashita! Powerpuff Girls Z: The Game, которая по своей схеме очень похожа на Mario Party.

## См. Также
- Marvel Anime
- Teenage Mutant Ninja Turtles: Superman Legend